# Sistema pitot-estática

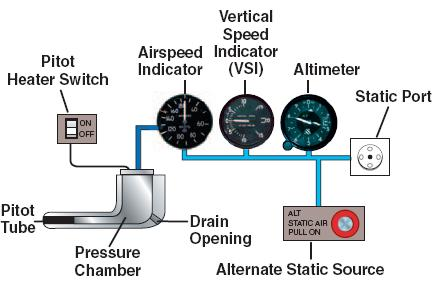
Sistema completo

Un sistema pitot-estático es un sistema de sensores e instrumentos sensibles a la presión que se utiliza principalmente en aviación para determinar la velocidad aerodinámica, la altitud y su variación. Estos tres instrumentos constituyen los tres instrumentos de vuelo básicos. En general consiste en un tubo de Pitot, que capta la presión de estancamiento, una toma de presión que capta la presión estática y los 3 instrumentos.
Los errores en las lecturas de este sistema pueden ser extremadamente peligrosos, ya que de la velocidad aerodinámica depende la sustentación, por lo que este es el instrumento más importante de los tres. Otra información, como la altitud de la aeronave, es decisiva para un vuelo seguro, por ejemplo en las fases de aterrizaje y al cruzar zonas montañosas. Varios desastres de vuelos comerciales han tenido origen en fallos de este sistema, por ejemplo el vuelo 447 de Air France.